# Канаан, Айзея
Айзея Канаан (англ. Isaiah Canaan; род. 21 мая 1991 года в Билокси, Миссисипи) — американский профессиональный баскетболист, играющий на позиции разыгрывающего защитника. Был выбран под 34-м номером на драфте НБА 2013 года командой «Хьюстон Рокетс».

## Профессиональная карьера

### Хьюстон Рокетс (2013—2015)
Канаан был выбран под общим 34-м номером на драфте НБА 2013 года командой «Хьюстон Рокетс». 15 июля 2013 года он подписал контракт новичка с «Рокетс». В течение первого сезона в НБА он также выступал в Д-Лиге за команду «Рио-Гранде Вэллей Вайперс».
3 февраля 2014 года Канаан был вызван на матч всех звёзд Д-Лиги.
26 ноября 2014 года Канаан набрал рекордные для себя 24 очка, попав 9 из 16 бросков, в победном матче против «Сакраменто Кингз». Через два дня Канаан преждевременно закончил игру против «Лос-Анджелес Клипперс» из-за растяжения связок левой лодыжки. В результате полученной травмы он вынужден был ходить в специальный ботинок и использовать костыли несколько недель. 11 января он был снова переведён в «Рио-Гранде Вэллей Вайперс» для набора игрового тонуса. 26 января он был отозван обратно в стан «Хьюстон Рокетс».

### Филадельфия Севенти Сиксерс (2015—2016)
9 февраля 2015 года Канаан был продан вместе с выбором во 2-м раунде драфта 2015 года в команду «Филадельфия Севенти Сиксерс» в обмен на Кей Джея Макдэниелса. Через три дня он дебютировал за «Филадельфию», выйдя в стартовом составе на позиции разыгрывающего в матче против «Орландо Мэджик». 4 мая 2015 года он обновил свой рекорд результативности, записав на свой счёт 31 очко и восемь трёхочковых в проигранном в овертайме матче против «Оклахома-Сити Тандер».

### Чикаго Буллз (2016—2017)
20 июля 2016 года подписал контракт с «Чикаго Буллз». В сезоне 2016/17 Канаан провёл за команду 39 игр и набирал в среднем 4,6 очков, 1,3 подбора, 0,9 передачи, 0,56 перехватов и 15,2 минуты за игру. Точность его бросков составила 36,4% с игры, 26,6% трёхочковые и 90,9% с линии штрафных бросков. 23 апреля 2017 года Канаан впервые сыграл в матче плей-офф НБА против «Бостон Селтикс», а три дня спустя впервые вышел в стартовом составе в плей-офф. 30 июня 2017 года он покинул команду.

### Тандер и Рокетс (2017)
24 сентября 2017 года Канаан подписал контракт с «Оклахома-Сити Тандер». Он покинул команду 14 октября, сыграв за «Тандер» лишь в трёх предсезонных играх. 24 октября 2017 года Канаан подписал контракт с «Хьюстон Рокетс». Проведя лишь один матч за «Рокетс», Канаан покинул команду спустя четыре дня.

### Финикс Санз (2017—2018)
12 декабря 2017 года Канаан перешёл в клуб Джи-Лиги НБА «Нортерн Аризона Санз». На следующий день он был вызван в клуб «Финикс Санз», после того как клуб оправился от череды тяжёлых травм игроков. Он дебютировал в составе «Финикса» 16 декабря, набрав 15 очков и совершив три победных штрафных броска за шесть секунд до конца матча, чем помог команде одержать победу над «Миннесотой Тимбервулвз» со счетом 108:106. Два дня спустя он набрал 17 очков в победном матче против «Даллас Маверикс» (97:91). Совершив семь передач против «Миннесоты» и шесть против «Далласа», Канаан стал первым игроком в истории «Санз», который вышел со скамейки запасных и набрал минимум 15 очков и 5 передач в своих первых двух играх за команду. 23 декабря 2017 года «Санз» продлили с ним соглашение до конца сезона. 31 января 2018 года Канаан сломал левую лодыжку, идя к кольцу в первой четверти в игре против «Маверикс». 8 февраля «Санз» отказались от игрока.
3 августа 2018 года Канаан вновь подписал контракт с «Финикс Санз». В первом матче сезона за «Санз» 17 октября 2018 года Канаан вышел в стартовом составе на позиции разыгрывающего защитника и набрал 8 очков, 6 подборов и 7 передач в победном матче против «Даллас Маверикс» (121:100). 14 ноября он набрал 19 очков и реализовал все пять своих 3-очковых очков в победном матче против «Сан-Антонио Спёрс» (116:96). Канаан начал сезон в качестве стартового защитника команды, однако вскоре тренер Игор Кокошков перевёл на эту позицию Девина Букера и поставил новичка Микала Бриджеса в стартовый состав. 28 ноября «Санз» вновь отказались от Канаана. Кокошков отметил, что отказ от Канаана "был чисто деловым решением".

### Миннесота Тимбервулвз (2019)
30 января 2019 года Канаан подписал 10-дневный контракт с «Миннесотой Тимбервулвз». 11 февраля он подписал второй 10-дневный контракт с «Тимбервулвз». После истечения второго 10-дневного контракта «Тимбервулвз» решили не продлевать с ним соглашение до конца сезона.

### Милуоки Бакс (2019)
25 февраля 2019 года Канаан подписал 10-дневный контракт с «Милуоки Бакс», но покинул команду 3 марта.

### Шаньдун Голден Старз (2019)
22 августа 2019 года Канаан подписал контракт с клубом «Шаньдун Голден Старз» из КБА.

### Стоктон Кингз (2019—2020)
7 декабря 2019 года «Стоктон Кингз» произвели обмен с клубом «Остин Спёрс», получив право на возвращение Канаана и выбор в третьем раунде драфта Джи-Лиги НБА 2020 года в обмен на возвращение прав на Кэмерона Рейнольдса и выбор во втором раунде драфта Джи-Лиги НБА 2020 года. Канаан дебютировал за «Стоктон» 13 декабря 2019 года. 19 января 2020 года Канаан набрал 32 очка и отдал 6 передач в проигранном матче против «Агуа-Кальенте Клипперс».

### УНИКС (2020—2022)
19 июля 2020 года Канаан подписал контракт с российским клубом УНИКС из Казани, выступающим в Единой лиге ВТБ и Еврокубке.

## Достижения
- Чемпион Греции: 2022/2023
- Серебряный призёр Еврокубка: 2020/2021
- Серебряный призёр Единой лиги ВТБ: 2020/2021
- Бронзовый призёр Суперкубка Единой лиги ВТБ: 2021
- Серебряный призёр чемпионата Греции: 2023/2024
- Серебряный призёр чемпионата России: 2020/2021
- Обладатель Кубка Греции (2): 2022/2023, 2023/2024
- Обладатель Суперкубка Греции (2): 2022, 2023

## Статистика

### Статистика в НБА
| Сезон                                                                                    | Команда     | Регулярный сезон | Регулярный сезон | Регулярный сезон | Регулярный сезон | Регулярный сезон | Регулярный сезон | Регулярный сезон | Регулярный сезон | Регулярный сезон | Регулярный сезон | Регулярный сезон | Серия плей-офф | Серия плей-офф | Серия плей-офф | Серия плей-офф | Серия плей-офф | Серия плей-офф | Серия плей-офф | Серия плей-офф | Серия плей-офф | Серия плей-офф | Серия плей-офф |
| Сезон                                                                                    | Команда     | GP               | GS               | MPG              | FG%              | 3P%              | FT%              | RPG              | APG              | SPG              | BPG              | PPG              | GP             | GS             | MPG            | FG%            | 3P%            | FT%            | RPG            | APG            | SPG            | BPG            | PPG            |
| ---------------------------------------------------------------------------------------- | ----------- | ---------------- | ---------------- | ---------------- | ---------------- | ---------------- | ---------------- | ---------------- | ---------------- | ---------------- | ---------------- | ---------------- | -------------- | -------------- | -------------- | -------------- | -------------- | -------------- | -------------- | -------------- | -------------- | -------------- | -------------- |
| 2013/14                                                                                  | Хьюстон     | 22               | 0                | 11,5             | 35,6             | 32,7             | 72,4             | 1,1              | 1,0              | 0,4              | 0,2              | 4,6              | Не участвовал  | Не участвовал  | Не участвовал  | Не участвовал  | Не участвовал  | Не участвовал  | Не участвовал  | Не участвовал  | Не участвовал  | Не участвовал  | Не участвовал  |
| 2014/15                                                                                  | Хьюстон     | 25               | 9                | 14,8             | 40,5             | 38,1             | 76,2             | 1,3              | 1,2              | 0,6              | 0,0              | 6,2              | Не участвовал  | Не участвовал  | Не участвовал  | Не участвовал  | Не участвовал  | Не участвовал  | Не участвовал  | Не участвовал  | Не участвовал  | Не участвовал  | Не участвовал  |
| 2014/15                                                                                  | Филадельфия | 22               | 12               | 25,9             | 37,7             | 36,4             | 84,6             | 2,5              | 3,1              | 0,7              | 0,1              | 12,6             | Не участвовал  | Не участвовал  | Не участвовал  | Не участвовал  | Не участвовал  | Не участвовал  | Не участвовал  | Не участвовал  | Не участвовал  | Не участвовал  | Не участвовал  |
| 2015/16                                                                                  | Филадельфия | 77               | 39               | 25,5             | 36,0             | 36,3             | 83,3             | 2,3              | 1,8              | 0,7              | 0,2              | 11,0             | Не участвовал  | Не участвовал  | Не участвовал  | Не участвовал  | Не участвовал  | Не участвовал  | Не участвовал  | Не участвовал  | Не участвовал  | Не участвовал  | Не участвовал  |
| 2016/17                                                                                  | Чикаго      | 39               | 0                | 15,2             | 36,4             | 26,6             | 90,9             | 1,3              | 0,9              | 0,6              | 0,0              | 4,6              | 3              | 2              | 31,8           | 50,0           | 35,7           | 66,7           | 1,3            | 1,3            | 1,0            | 0,0            | 11,7           |
| 2017/18                                                                                  | Хьюстон     | 1                | 0                | 4,0              | 0,0              | -                | -                | 1,0              | 0,0              | 0,0              | 0,0              | 0,0              | Не участвовал  | Не участвовал  | Не участвовал  | Не участвовал  | Не участвовал  | Не участвовал  | Не участвовал  | Не участвовал  | Не участвовал  | Не участвовал  | Не участвовал  |
| 2017/18                                                                                  | Финикс      | 19               | 1                | 22,0             | 38,2             | 33,3             | 90,2             | 2,3              | 4,0              | 0,8              | 0,1              | 9,1              | Не участвовал  | Не участвовал  | Не участвовал  | Не участвовал  | Не участвовал  | Не участвовал  | Не участвовал  | Не участвовал  | Не участвовал  | Не участвовал  | Не участвовал  |
| 2018/19                                                                                  | Финикс      | 19               | 15               | 26,4             | 39,5             | 34,7             | 75,0             | 2,6              | 3,3              | 0,6              | 0,0              | 7,5              | Не участвовал  | Не участвовал  | Не участвовал  | Не участвовал  | Не участвовал  | Не участвовал  | Не участвовал  | Не участвовал  | Не участвовал  | Не участвовал  | Не участвовал  |
| 2018/19                                                                                  | Миннесота   | 7                | 1                | 13,5             | 37,9             | 36,8             | 100,0            | 0,7              | 2,7              | 0,3              | 0,1              | 4,7              | Не участвовал  | Не участвовал  | Не участвовал  | Не участвовал  | Не участвовал  | Не участвовал  | Не участвовал  | Не участвовал  | Не участвовал  | Не участвовал  | Не участвовал  |
| 2018/19                                                                                  | Милуоки     | 4                | 0                | 7,6              | 33,3             | 40,0             | -                | 1,0              | 0,8              | 0,0              | 0,3              | 1,5              | Не участвовал  | Не участвовал  | Не участвовал  | Не участвовал  | Не участвовал  | Не участвовал  | Не участвовал  | Не участвовал  | Не участвовал  | Не участвовал  | Не участвовал  |
|                                                                                          | Всего       | 235              | 77               | 20,4             | 37,1             | 35,1             | 83,6             | 1,9              | 1,9              | 0,6              | 0,1              | 8,1              | 3              | 2              | 31,8           | 50,0           | 35,7           | 66,7           | 1,3            | 1,3            | 1,0            | 0,0            | 11,7           |
| Наведите курсор мыши на аббревиатуры в заголовке таблицы, чтобы прочесть их расшифровку. |             |                  |                  |                  |                  |                  |                  |                  |                  |                  |                  |                  |                |                |                |                |                |                |                |                |                |                |                |

### Статистика в Джи-Лиге
| Сезон                                                                                    | Команда                   | Регулярный сезон | Регулярный сезон | Регулярный сезон | Регулярный сезон | Регулярный сезон | Регулярный сезон | Регулярный сезон | Регулярный сезон | Регулярный сезон | Регулярный сезон | Регулярный сезон | Серия плей-офф | Серия плей-офф | Серия плей-офф | Серия плей-офф | Серия плей-офф | Серия плей-офф | Серия плей-офф | Серия плей-офф | Серия плей-офф | Серия плей-офф | Серия плей-офф |
| Сезон                                                                                    | Команда                   | GP               | GS               | MPG              | FG%              | 3P%              | FT%              | RPG              | APG              | SPG              | BPG              | PPG              | GP             | GS             | MPG            | FG%            | 3P%            | FT%            | RPG            | APG            | SPG            | BPG            | PPG            |
| ---------------------------------------------------------------------------------------- | ------------------------- | ---------------- | ---------------- | ---------------- | ---------------- | ---------------- | ---------------- | ---------------- | ---------------- | ---------------- | ---------------- | ---------------- | -------------- | -------------- | -------------- | -------------- | -------------- | -------------- | -------------- | -------------- | -------------- | -------------- | -------------- |
| 2013/14                                                                                  | Рио-Гранде Вэллей Вайперс | 18               | 17               | 34,0             | 43,7             | 36,9             | 81,1             | 4,0              | 8,2              | 0,7              | 0,2              | 21,8             | 4              | 4              | 39,2           | 44,8           | 43,6           | 84,8           | 2,8            | 5,5            | 1,0            | 0,3            | 34,5           |
| 2014/15                                                                                  | Рио-Гранде Вэллей Вайперс | 4                | 4                | 35,9             | 36,8             | 34,9             | 63,3             | 3,5              | 8,5              | 0,8              | 0,0              | 21,0             | Не участвовал  | Не участвовал  | Не участвовал  | Не участвовал  | Не участвовал  | Не участвовал  | Не участвовал  | Не участвовал  | Не участвовал  | Не участвовал  | Не участвовал  |
| 2017/18                                                                                  | Нортерн Аризона Санз      | 1                | 1                | 24,9             | 66,7             | 75,0             | 75,0             | 3,0              | 6,0              | 0,0              | 1,0              | 18,0             | Не участвовал  | Не участвовал  | Не участвовал  | Не участвовал  | Не участвовал  | Не участвовал  | Не участвовал  | Не участвовал  | Не участвовал  | Не участвовал  | Не участвовал  |
| 2019/20                                                                                  | Стоктон Кингз             | 30               | 17               | 31,3             | 43,4             | 41,7             | 81,4             | 4,0              | 5,9              | 1,2              | 0,0              | 21,4             | Не участвовал  | Не участвовал  | Не участвовал  | Не участвовал  | Не участвовал  | Не участвовал  | Не участвовал  | Не участвовал  | Не участвовал  | Не участвовал  | Не участвовал  |
|                                                                                          | Всего                     | 53               | 39               | 32,4             | 43,2             | 39,7             | 78,8             | 3,9              | 6,8              | 1,0              | 0,1              | 21,5             | 4              | 4              | 39,2           | 44,8           | 43,6           | 84,8           | 2,8            | 5,5            | 1,0            | 0,3            | 34,5           |
| Наведите курсор мыши на аббревиатуры в заголовке таблицы, чтобы прочесть их расшифровку. |                           |                  |                  |                  |                  |                  |                  |                  |                  |                  |                  |                  |                |                |                |                |                |                |                |                |                |                |                |

### Статистика в NCAA
| Сезон | Команда      | Conf  | Class | GP  | GS | MPG  | FG%  | 3P%  | FT%  | RPG | APG | SPG | BPG | PPG  |
| --- | ------------ | ----- | ----- | --- | -- | ---- | ---- | ---- | ---- | --- | --- | --- | --- | ---- |
| 2009/10 | Мюррей Стэйт | OVC   | FR    | 36  | 0  | 20,4 | 49,8 | 48,2 | 77,8 | 2,3 | 1,6 | 0,9 | 0,0 | 10,4 |
| 2010/11 | Мюррей Стэйт | OVC   | SO    | 32  | 20 | 28,1 | 41,6 | 40,3 | 74,4 | 1,9 | 2,4 | 1,1 | 0,1 | 11,7 |
| 2011/12 | Мюррей Стэйт | OVC   | JR    | 33  | 33 | 33,7 | 46,8 | 45,6 | 83,7 | 3,5 | 3,6 | 1,4 | 0,1 | 19,0 |
| 2012/13 | Мюррей Стэйт | OVC   | SR    | 31  | 30 | 36,5 | 43,1 | 37,0 | 82,2 | 3,5 | 4,3 | 1,5 | 0,1 | 21,8 |
| Всего | Всего        | Всего | Всего | 132 | 83 | 29,4 | 45,0 | 41,9 | 80,3 | 2,8 | 2,9 | 1,2 | 0,1 | 15,5 |
| Наведите курсор мыши на аббревиатуры в заголовке таблицы, чтобы прочесть их расшифровку Статистика приведена с сайта sports-reference.com |              |       |       |     |    |      |      |      |      |     |     |     |     |      |

### Статистика в других лигах
| Сезон | Команда             | Лига                       | GP  | GS  | MPG  | FG%  | 3P%  | FT%  | RPG | APG | SPG | BPG | PFL | TOV | PPG  |
| --- | ------------------- | -------------------------- | --- | --- | ---- | ---- | ---- | ---- | --- | --- | --- | --- | --- | --- | ---- |
| 2020/21 | Все клубы           | Все лиги                   | 48  | 45  | 26,6 | 41,4 | 38,6 | 90,4 | 2,8 | 2,8 | 0,7 | 0,1 | 2,6 | 1,8 | 14,2 |
| 2020/21 | УНИКС               | Кубок Европы               | 24  | 21  | 27,0 | 40,7 | 35,6 | 94,4 | 2,9 | 3,1 | 0,9 | 0,0 | 2,7 | 1,6 | 14,1 |
| 2020/21 | УНИКС               | Единая лига ВТБ            | 24  | 24  | 26,3 | 42,2 | 41,8 | 87,7 | 2,6 | 2,4 | 0,4 | 0,3 | 2,5 | 2,0 | 14,3 |
| 2021/22 | Все клубы           | Все лиги                   | 50  | 20  | 22,7 | 41,6 | 41,8 | 78,3 | 1,8 | 1,5 | 0,7 | 0,1 | 2,4 | 1,5 | 11,8 |
| 2021/22 | УНИКС               | Евролига                   | 24  | 13  | 23,9 | 41,0 | 41,0 | 81,6 | 1,8 | 1,3 | 0,5 | 0,2 | 2,8 | 1,6 | 11,8 |
| 2021/22 | УНИКС               | Единая лига ВТБ            | 12  | 0   | 21,1 | 42,0 | 44,0 | 81,3 | 1,8 | 1,1 | 1,2 | 0,1 | 1,9 | 1,1 | 12,8 |
| 2021/22 | Галатасарай         | Чемпионат Турции           | 12  | 7   | 22,5 | 42,1 | 43,2 | 70,0 | 1,9 | 2,2 | 0,6 | 0,0 | 2,1 | 1,6 | 11,3 |
| 2021/22 | УНИКС               | Суперкубок Единой лиги ВТБ | 2   | 0   | 18,1 | 46,7 | 22,2 | 60,0 | 0,5 | 2,0 | 1,0 | 0,0 | 3,0 | 1,5 | 9,5  |
| 2022/23 | Все клубы           | Все лиги                   | 55  | 51  | 16,6 | 40,8 | 40,7 | 77,5 | 1,0 | 1,0 | 0,6 | 0,0 | 1,7 | 0,8 | 7,4  |
| 2022/23 | Олимпиакос          | Евролига                   | 39  | 36  | 16,1 | 39,0 | 38,2 | 66,7 | 1,0 | 0,9 | 0,6 | 0,1 | 1,9 | 0,8 | 6,3  |
| 2022/23 | Олимпиакос          | Чемпионат Греции           | 16  | 15  | 17,7 | 44,2 | 44,8 | 93,8 | 1,1 | 1,1 | 0,6 | 0,0 | 1,1 | 0,8 | 10,0 |
| 2023/24 | Все клубы           | Все лиги                   | 74  | 74  | 22,9 | 45,5 | 44,2 | 83,5 | 1,4 | 1,4 | 0,9 | 0,1 | 1,9 | 1,1 | 11,0 |
| 2023/24 | Олимпиакос          | Евролига                   | 41  | 41  | 23,1 | 46,2 | 42,5 | 88,2 | 1,2 | 1,4 | 0,9 | 0,1 | 2,3 | 1,1 | 11,1 |
| 2023/24 | Олимпиакос          | Чемпионат Греции           | 33  | 33  | 22,8 | 44,6 | 46,2 | 72,7 | 1,7 | 1,5 | 0,9 | 0,0 | 1,4 | 1,0 | 10,8 |
| Всего | Всего               | Всего                      | 227 | 190 | 22,1 | 42,6 | 41,5 | 83,8 | 1,7 | 1,6 | 0,7 | 0,1 | 2,1 | 1,2 | 11,0 |
| В Евролиге | В Евролиге          | В Евролиге                 | 104 | 90  | 20,6 | 42,6 | 40,9 | 82,6 | 1,3 | 1,2 | 0,7 | 0,1 | 2,2 | 1,1 | 9,5  |
| В Единой лиге ВТБ | В Единой лиге ВТБ   | В Единой лиге ВТБ          | 36  | 24  | 24,6 | 42,1 | 42,5 | 85,8 | 2,4 | 2,0 | 0,7 | 0,2 | 2,3 | 1,7 | 13,8 |
| В чемпионате Греции | В чемпионате Греции | В чемпионате Греции        | 49  | 48  | 21,1 | 44,4 | 45,8 | 79,6 | 1,5 | 1,3 | 0,8 | 0,0 | 1,3 | 0,9 | 10,5 |
| Наведите курсор мыши на аббревиатуры в заголовке таблицы, чтобы прочесть их расшифровку Статистика приведена с сайта basketball.realgm.com |                     |                            |     |     |      |      |      |      |     |     |     |     |     |     |      |